# Saltos ornamentais no Campeonato Mundial de Esportes Aquáticos de 2024 - Equipe

A prova por equipe dos saltos ornamentais no Campeonato Mundial de Esportes Aquáticos de 2024 foi realizada no dia 2 de fevereiro de 2024 em Doha, no Catar.

## Cronograma
Todos os horários estão na hora local (UTC+3).
| Data           | Hora  | Evento |
| -------------- | ----- | ------ |
| 2 de fevereiro | 15:32 | Final  |

## Formato da competição
A competição consiste em apenas uma rodada final, a equipe com melhor pontuação garante a medalha de ouro.

## Medalhistas
| Ouro                                                                                           | Prata                                                                      | Bronze                                                                    |
| Grã-Bretanha · Tom Daley · Scarlett Mew Jensen · Daniel Goodfellow · Andrea Spendolini-Sirieix | México · Gabriela Agúndez · Randal Willars · Jahir Ocampo · Aranza Vázquez | Austrália · Cassiel Rousseau · Maddison Keeney · Nikita Hains · Li Shixin |

## Resultados
A final foi realizado no dia 2 de fevereiro às 15:32.
| Pos.              | Nacionalidade   | Saltadores                                                                                 |        |
| Pos.              | Nacionalidade   | Saltadores                                                                                 | Pontos |
| ----------------- | --------------- | ------------------------------------------------------------------------------------------ | ------ |
| Medalha de ouro   | Grã-Bretanha    | Tom Daley Scarlett Mew Jensen Daniel Goodfellow Andrea Spendolini-Sirieix                  | 421.65 |
| Medalha de prata  | México          | Gabriela Agúndez Randal Willars Jahir Ocampo Aranza Vázquez                                | 412.80 |
| Medalha de bronze | Austrália       | Cassiel Rousseau Maddison Keeney Nikita Hains Li Shixin                                    | 385.35 |
| 4                 | Alemanha        | Moritz Wesemann Elena Wassen Lena Hentschel Timo Barthel                                   | 362.05 |
| 5                 | Estados Unidos  | Lyle Yost Brandon Loschiavo Katrina Young Sarah Bacon                                      | 344.75 |
| 6                 | Indonésia       | Andriyan Adityo Restu Putra Gladies Lariesa Garina Haga                                    | 330.60 |
| 7                 | Coreia do Norte | Jo Jin-mi Im Yong-myong Ko Che-won Kim Hui-yon                                             | 320.85 |
| 8                 | Espanha         | Valeria Antolino Nicolás García Carlos Camacho Rocío Velázquez                             | 310.55 |
| 9                 | Nova Zelândia   | Mikali Dawson Elizabeth Roussel Nathan Brown Frazer Tavener                                | 306.40 |
| 10                | Itália          | Eduard Timbretti Gugiu Chiara Pellacani Irene Pesce Matteo Santoro                         | 271.70 |
| 11                | Malásia         | Kimberly Bong Bertrand Rhodict Lises Nur Eilisha Rania Muhammad Abrar Raj Hanis Jaya Surya | 245.90 |
| 12                | Macau           | Zhao Hang U Zhang Hoi He Heung Wing Lo Ka Wai                                              | 212.70 |